# Холм-оф-Папа
Холм-оф-Папа или Папа-Уэстрей (англ. Holm of Papa/Papay) — небольшой (около 15 га) необитаемый остров на севере Оркнейского архипелага в Шотландии. Находится в ста метрах восточнее острова Папа-Уэстрей.
Добраться до острова можно частным рейсом на лодке с Папа-Уэстрей.

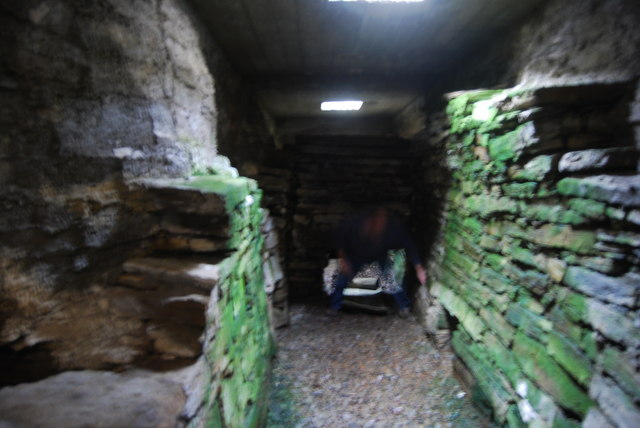
Гробница в Холм-оф Папа

Основной достопримечательностью Холм-оф-Папа является Южный каирн — одна из трёх обнаруженных на острове камерных гробниц. Длина Южного каирна составляет около 20 метров, он датируется около 3500 г. до н. э. На камнях гробницы обнаружены древние резные изображения. Каирн, изготовленный из камня местного происхождения, когда-то служил общинным некрополем (вероятно, для жителей расположенного на Папа-Уэстрей доисторического посёлка Нэп-оф-Хауар). В настоящее время он покрыт современной крышей, в него ведёт дверь сверху.